# 원광고등학교
원광고등학교(圓光高等學校)는 대한민국 전북특별자치도 익산시 부송동에 있는 사립 고등학교이다.

## 학교 연혁
- 1954년 2월 23일 : 설립인가, 초대 교장 박장식 선생 취임
- 1965년 3월 5일 : 본관 4층 32개 교실 준공
- 1975년 10월 30일 : 학교 증설 (24학급)
- 1994년 10월 7일 : 신축 교사 준공
- 2002년 12월 28일 : 본관 8개 교실 증축
- 2024년 2월 6일 : 제68회 졸업식(251명, 총 24,238명)
- 2024년 3월 4일 : 제71회 입학식(245명)
- 2024년 9월 1일 : 제14대 교장 박소현 취임.

## 참고 자료
- 원광고등학교 - 한국교육학술정보원 학교알리미